# Alexander Eduard von der Schulenburg
Alexander Eduard Graf von der Schulenburg (geb. 22. August 1803 in Trampe; gest. 1870) war ein preußischer Landrat.

## Leben und Herkunft

Stammwappen derer von der Schulenburg

Alexander Eduard von der Schulenburg war Angehöriger des Adelsgeschlechts Schulenburg. Er war der Sohn von Christian Alexander Albrecht Carl von der Schulenburg (1773–1850), preußischer Landrat des Landkreises Oberbarnim, Besitzer des Majorats Trampe, und dessen Ehefrau (⚭ 25. November 1800) Henriette Auguste (1780–1855), Tochter des sächsischen Generals Rudolf von Ziegler und Klipphausen. Im Jahr 1829 wurde er zum Nachfolger von Otto Karl Philipp von Voß als Landrat des Landkreises Niederbarnim gewählt. 1833 wurde er großherzoglich Mecklenburgisch-Strelitzischer Hofmarschall.

## Persönliches
Alexander Eduard von der Schulenburg war Herr der Fideikommissgüter Trampe, Kruge und Gersdorf und Ehrenritter des Johanniterordens. Er war seit dem 10. Oktober 1833 mit Clara Luise (* 6. Dezember 1803; † 9. Oktober 1882 in Trampe), geb. von Carlowitz aus dem Hause Kleinbautzen, verheiratet. Ihre Kinder waren:
1. Georg Werner Alexander (* 26. Juli 1834 in Neustrelitz)
2. Maria Henriette Luise (* 21. Juni 1839 in Neustrelitz)
3. Carl Heinrich Theodor Friedrich Werner (* 12. August 1840 in Neustrelitz)